# Сатибарзан
Сатибарзан (на старогръцки: Σατιβαρζανης, Satibarzanes), † 330 пр.н.е. е под персийския велик цар Дарий III сатрап на провинция Ария в Запада на днешен Афганистан.
Когато през 330 пр.н.е. Александър Велики наближава, идващ от Хиркания, Сатибарзан се предава, след което Александър му оставя управлението на сатрапия Ария. За сигурност Александър оставя в страната обаче войска от 40 македонски конници под команването на Анаксип. След като Александър продължил на изток, Сатибарзан заподвядва избиването на конниците и обявява на жителите на Ария въстание против Александър. Сатибарзан се окрепява с войската си в град Артакоана, но Александър успява да превземе града и жителите му продава в робство. На неговото място той създава еленисткото селище с името Александрия, днешният Херат. Сатибарзан успява да избяга в Бактрия при Бес, противникът на Александър. Той събира група от 2000 конника и отново нахлува в Ария. Александър изпраща против него войска под командването на военачалниците Артабаз, Еригий и Каран. В битката против тях Сатибарзан пада убит.